# William Price (metge)
William Price (4 de març de 1800 - 23 de gener de 1893) va ser un metge gal·lès conegut pel seu paper en la regularització de la cremació al Regne Unit i pel seu activisme nacionalista i cartista. També va ser una figura destacada del moviment religiós anomenat neodruïdisme. Ha estat reconegut com un dels personatges més importants del Gal·les del segle xix i un dels més extravagants de l'època victoriana.